# Roberti Dingaszwili
Roberti Dingaszwili (gruz. რობერტი დინგაშვილი;ur. 23 czerwca 1997) – gruziński zapaśnik walczący w stylu wolnym. Zajął 21. miejsce na mistrzostwach świata w 2023 roku. 
Brązowy medalista mistrzostw Europy w 2024; piąty w 2023. Trzeci na ME U-23 w 2019. Wicemistrz Europy juniorów w 2016 roku.